# Chorizanthe glabrescens
Chorizanthe glabrescens är en slideväxtart som beskrevs av George Bentham. Chorizanthe glabrescens ingår i släktet Chorizanthe och familjen slideväxter. Inga underarter finns listade i Catalogue of Life.